# インゴダ川
インゴダ川（インゴダがわ、ロシア語: Ингода́, ブリヤート語: Энгидэй гол インガダー）は、ロシア連邦ザバイカリエ地方を流れる長さ708km、流域面積37,200km2、平均流速72.6m2/秒の川である。
オノン川と合流してシルカ川となる。